# 人權宣言 (1977年)
《人權宣言》，全名「台灣基督長老教會人權宣言」，是由台灣基督長老教會於1977年8月16日依當時台灣的國際處境所發表的一份正式文件。宣言中籲請政府「使台灣成為一個新而獨立的國家」為當時台灣內部首度以團體形式公開發出台灣獨立聲音。在當時曾引起社會震撼，最後長老教會以235票贊成比49票反對通過此文件。
該宣言與1971年與1975年發表的〈對國是的聲明與建議〉、〈我們的呼籲〉合稱為「三大宣言」，三份文件皆呼籲國際社會尊重台灣住民自決與儘速推動民主化改革，對後續的黨外運動影響深遠。

## 背景

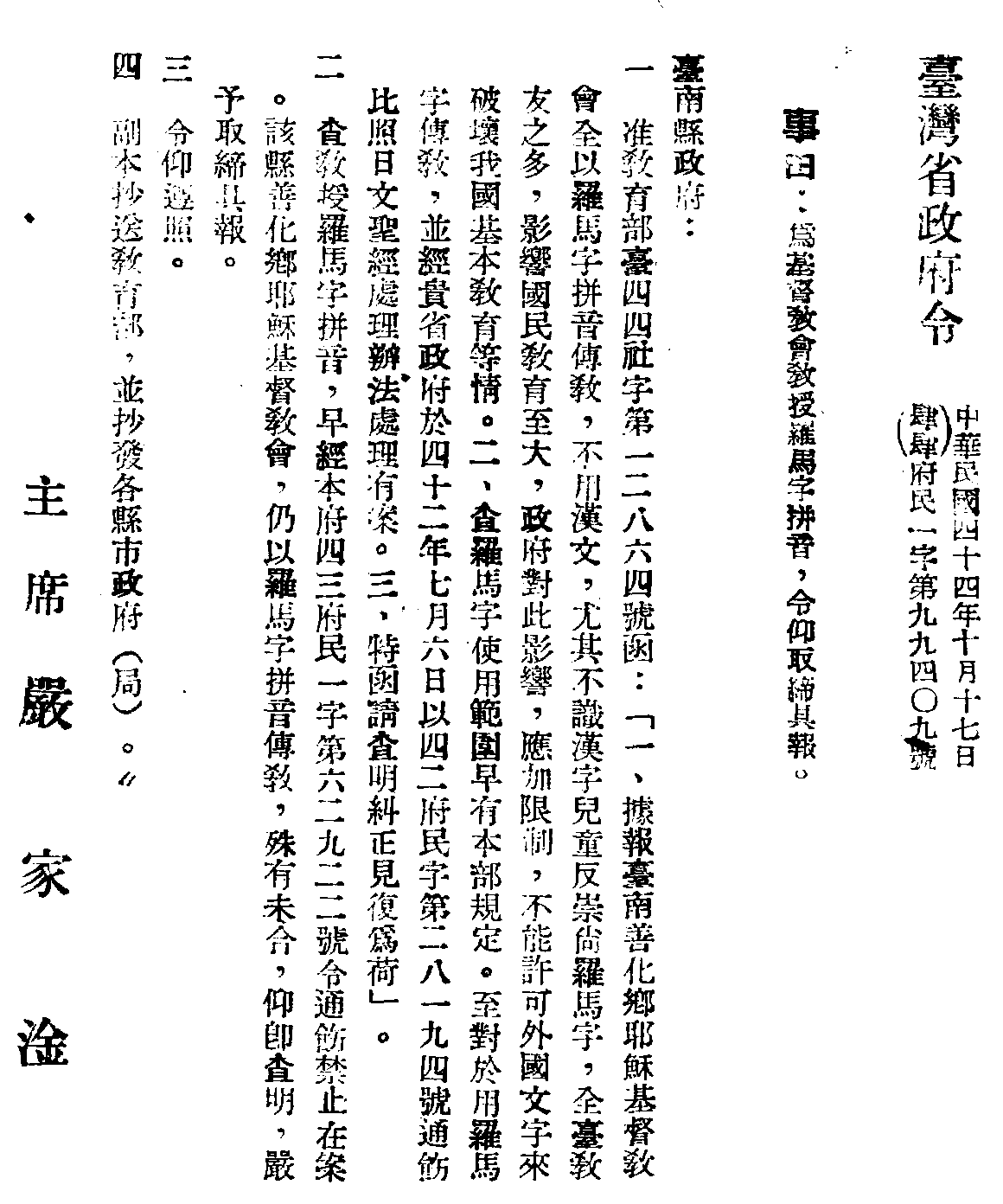
台灣省政府禁止教會使用台語之拉丁化方案之公告，1955年發布

1951年，位於南臺灣的英國長老教會和北臺灣的加拿大長老教會，合併成立「台灣基督長老教會總會」。教會成立後遭中華民國政府各方面控制，包含被逼迫退出普世教協、辦學只得以用國語教學，禁用台語等母語方言。
1971年，中華民國退出聯合國，12月29日長老教會發表〈對國是的聲明與建議〉，以基督信仰為基礎，申明基於人權立場，反對任何勢力出賣台灣，並強調台灣住民有權決定台灣的命運。建議政府全面改選中央民意代表。1973年3月20日，海外牧師黃彰輝、黃武東、及林宗義醫師在美國發起「台灣基督徒自決運動」。
1975年11月，由於國民黨情治人員基於國語政策查禁、沒收長老教會發行的泰雅族語及台語羅馬字版本《舊約》，台灣基督長老教會在11月發表了第二次的聲明〈我們的呼籲〉。重申臺灣前途應由住民決定，強調維護人民宗教信仰自由，呼籲政府與教會應互信互賴、教會本身應謀求獨立自主、強化普世關係交流、關懷社會公義。
1977年，美國國務卿范錫宣布訪問中國，美國與中國關係升溫，引發台灣社會對於未來的不安與恐慌。8月16日，台灣基督長老教會發表〈人權宣言〉，針對美國總統卡特的「人權外交」原則，再次呼籲美國及國際社會重視台灣人權，反對中共併吞台灣，「台灣的將來應由台灣一千七百萬住民決定。」。同時主張，「我們促請政府於此國際情勢危急之際，面對現實，採取有效措施，使台灣成為一個新而獨立的國家。」

## 宣言全文
台灣基督長老教會人權宣言 
(1977年)

本教會根據告白耶穌基督為全人類的主，且確信人權與鄉土是上帝所賜，鑑於現今台灣一千七百萬住民面臨的危機，發表本宣言。
　　卡特先生就任美國總統以來，一貫採取「人權」為外交原則，實具外交史上劃時代之意義。我們要求卡特總統繼續本著人權道義之精神，在與中共關係正常化時，堅持「保全台灣人民的安全、獨立與自由」。
　　面臨中共企圖併吞台灣之際，基於我們的信仰及聯合國人權宣言，我們堅決主張：「台灣的將來應由台灣一千七百萬住民決定。」我們向有關國家，特別向美國國民及政府，並全世界教會緊急呼籲，採取最有效的步驟，支持我們的呼聲。
　　為達成台灣人民獨立及自由的願望，我們促請政府於此國際情勢危急之際，面對現實，採取有效措施，使台灣成為一個新而獨立的國家。
　　我們懇求上帝，使台灣和全世界成為「慈愛和誠實彼此相遇，公義和平安彼此相親，誠實從地而生，公義從天而現」的地方。（出自《詩篇》第85篇至第10篇参）。
台灣基督長老教會
總會議　長 趙信悃（出國中）
總會副議長 翁修恭（代　行）
總會總幹事 高俊明
主後一九七七年八月十六日

## 後續影響
蔣經國政府對此認為長老教會與臺獨團體掛勾。除了監控教會人員外，並對教會進行滲透、收買，在教會製造分裂。更發生臺南神學院副院長彌迪理牧師無故被驅逐出境的事件。
在1978年長老教會年會，國民黨利用反對派神職人員要求追認〈人權宣言〉的合法性，最後在該年會中以235票對49票反對票追任該宣言合法。
此後國民黨政府即處心積慮找機會打擊台灣基督長老教會的聲望。1979年美麗島事件發生後，時任長老教會總會總幹事高俊明即被以協助施明德逃亡為由被捕，成為台灣史上最著名的牧師被捕事件，高俊明並於1980年到1984年間為此坐牢。
2007年8月5日，為紀念《人權宣言》發表三十週年，舉辦了「台灣基督長老教會人權宣言三十週年紀念感恩之夜」，並於8月16日舉行「人權宣言三十週年大遊行」。

## 外部連結
- 台灣基督長老教會人權宣言 （页面存档备份，存于）
- 人權宣言30週年紀念（页面存档备份，存于）